# Gyeolbaek
Gyeolbaek (결백?), noto anche con il titolo internazionale Innocence, è un film del 2020 scritto e diretto da Park Sang-hyun.

## Trama
Ahn Jung-in, avvocatessa, decide di difendere sua madre da un caso di omicidio; la donna infatti, a causa di problemi alla memoria, non può difendersi.